# Monastero di San Benedetto (Conversano)
Il monastero di San Benedetto, dedicato al santo di Norcia, è un complesso conventuale situato a Conversano, la cui costruzione iniziò a partire dal VI secolo. Al 2017 il complesso risultava essere di proprietà del comune di Conversano.
Al suo interno sono ospitati il Museo civico archeologico di Conversano, la sede operativa del Ministero dei Beni Culturali, la Fondazione G. Di Vagno e l'oratorio della cattedrale.

## Storia

La badessa del monastero di San Benedetto, a Conversano

L'area dove oggi sorge il monastero era abitata già in epoca preromana, e probabilmente corrispondeva all'acropoli dell'antica città di Norba apula: la cinta muraria che tuttora circonda il complesso poggia su un antico strato in opus irregolare di epoca peuceta. Tra II secolo a.C. e III secolo d.C. vi sorgeva un quartiere intensamente popolato: scavi archeologici hanno riportato alla luce strade lastricate, condotti fognari e fondamenta di insulae, oggi visibili nel percorso del museo archeologico. In età tardoantica, col progressivo arroccarsi della popolazione nella zona poco distante ove ora sorge il castello di Conversano, l'area si spopolò gradualmente.
Nell'Alto Medioevo, la zona accolse un insediamento di monaci benedettini; la costruzione del monastero risalirebbe al VI secolo, ma mancano fonti a riprova. Nel X secolo esso godeva di un certo benessere, rafforzato nel 1098 dal primo conte di Conversano Goffredo, che concesse all'abate i diritti fiscali sul vicino centro di Castellana. Nel 1110, papa Pasquale II dispose che il cenobio sarebbe stato direttamente assoggettato alla Santa Sede e concesse ai monaci il diritto di eleggere autonomamente il proprio abate, facendone una abbazia territoriale (abbazia nullius) e sciogliendo il vincolo tra il monastero e la diocesi locale. Una bolla di papa Alessandro IV del 1256 conferì all'abate conversanese anche la giurisdizione ordinaria in temporalibus et spiritualibus sul clero di Castellana, sottraendola al vescovo titolare di Conversano. Alcuni decenni dopo i benedettini abbandonarono Conversano, forse per essersi opposti al re di Sicilia Manfredi.
Nel 1266 papa Clemente IV affidò il monastero ad un gruppo di monache cistercensi esuli dal monastero di Santa Maria de Viridario di Methoni guidate da Dameta Paleologo, probabilmente imparentata con la famiglia imperiale di Costantinopoli. Nonostante fosse ora occupato da un ordine religioso femminile, San Benedetto non perse le antiche prerogative, e anzi papa Gregorio X permise alla badessa di indossare la mitra e impugnare il pastorale, insegne vescovili, e le confermò piena giurisdizione sul clero di Castellana. La straordinaria situazione, pressoché unica nella cristianità occidentale, fece sì che il monastero diventasse noto col nome di Monstrum Apuliae ("stupore di Puglia"). La madre superiora aveva anche l'eccezionale privilegio del baciamano: durante le occasioni pubbliche, seduta sul trono badessale, riceveva l'omaggio del clero maschile mediante bacio della mano guantata.
Contemporaneamente alla crescita del prestigio e del potere delle badesse - molte delle quali nei secoli successivi sarebbero appartenute alla famiglia comitale Acquaviva d'Aragona - crebbero le occasioni di attrito con il vescovo della cittadina e il clero castellanese. Già nel 1274 si registrarono le prime controversie giurisdizionali. All'indomani del Concilio di Trento, che sancì la sottomissione dei monasteri femminili all'autorità di un abate maschio, il Monstrum Apuliae perse gradualmente la sua preminenza sul clero conversanese; nel 1647 Giangirolamo II Acquaviva d'Aragona ottenne da sua sorella Donata, badessa del monastero, la reggenza della signoria di Castellana, ponendo di fatto fine all'esercizio del potere temporale di san Benedetto. Ciò portò inoltre a controversie particolarmente aspre tra il monastero e i potentati locali, che perdurarono sino ai primi anni dell'Ottocento, quando i decreti murattiani di abolizione dei diritti feudali e di scioglimento degli ordini religiosi posero fine alla storia del monastero.

## Descrizione

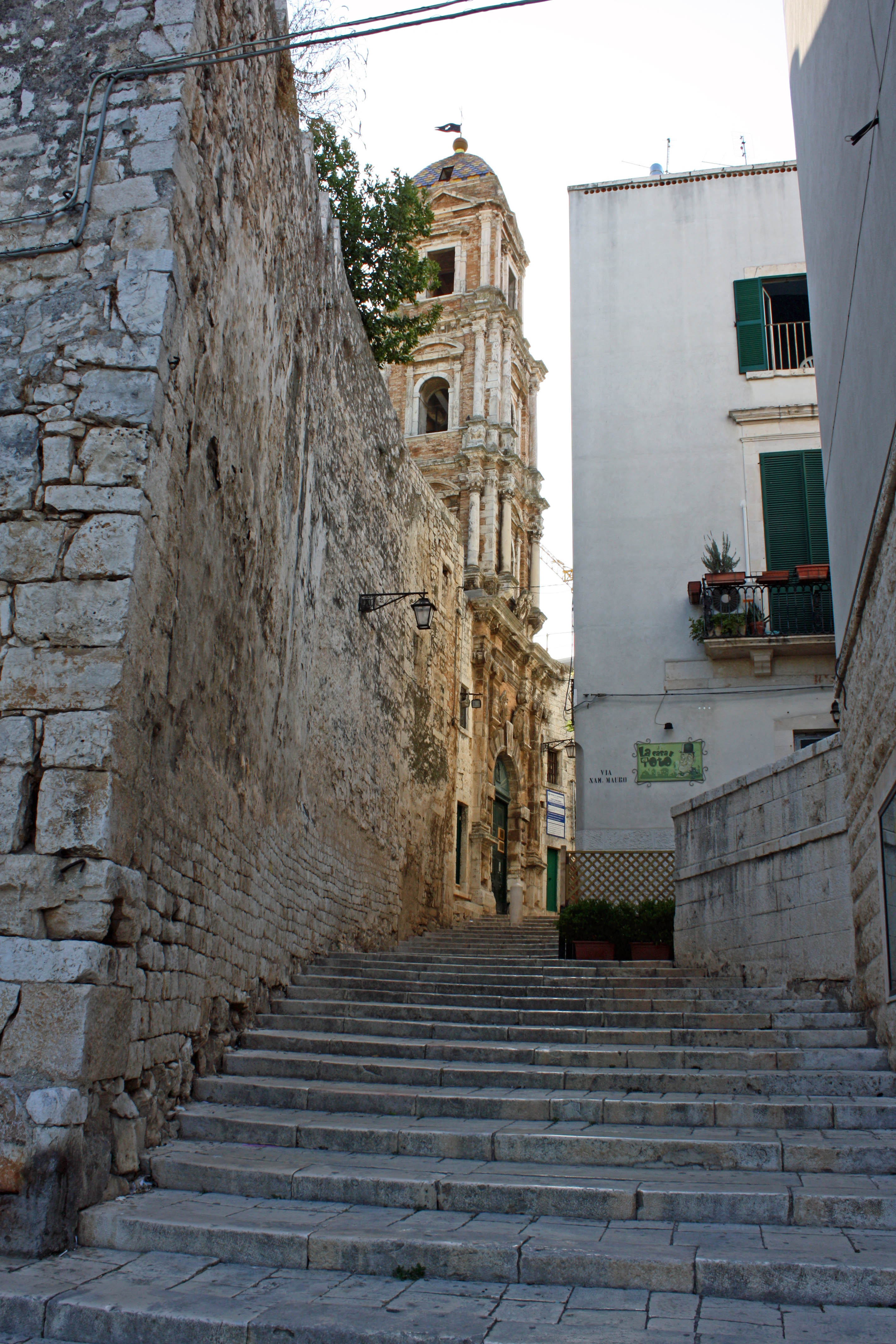
Il campanile barocco

Il complesso monastico occupa una vasta porzione del centro storico all'interno delle mura megalitiche, delle quali ingloba ampi tratti, in parte visibili;
conserva inoltre porzioni della cinta muraria dell'XI secolo. 

### Esterno
Si accede al complesso mediante un portale aperto lungo il tracciato delle antiche mura, realizzato in stile barocco e recante le insegne degli Acquaviva d'Aragona, in corrispondenza del quale si erge un campanile barocco la cui sommità è ricoperta di maioliche blu e gialle. Tale campanile è molto più alto di quello della cattedrale, che si trova poco distante: in tal modo veniva comunicata visivamente la preminenza della badessa di san Benedetto nei confronti del restante clero cittadino.
L'ingresso principale, adiacente al chiostro barocco, presenta una semplice facciata a capanna con alcuni inserti barocchi. In corrispondenza dell'apertura sulle mura si apre invece il monumentale ingresso laterale, del 1658, che presenta una coppia di leoni su cui si innestano due colonne corinzie e un protiro riccamente decorato: attualmente l'accesso alla chiesa avviene tramite questo portale, mentre quello principale viene aperto raramente. A ridosso dell'angolo tra i due portali s'innalza l'antico campanile romanico.
Lungo la navata centrale si innestano tre cupole in asse, che riprendono un'usanza architettonica tipicamente pugliese riscontrabile in molti monumenti romanici; la cupola centrale, di dimensioni maggiori, è dotata di una lanterna rivestita di maioliche. In alcuni punti dei muri perimetrali sono sopravvissute tracce dei mosaici a tessere bianche e nere che un tempo adornavano l'intero perimetro del tempio; tra esse è ancora riconoscibile la figura di un grifone.

### Interno
L'interno, ad aula unica, si presenta nelle forme tardobarocche assunte nella seconda metà del XVIII secolo, con pregevoli altari in legno e stucco intarsiati e dorati. Tra le molte opere d'arte presenti negli altari laterali, si annoverano il Battesimo di Cristo del bitontino Nicola Gliri e Gesù e la Samaritana del napoletano Carlo Rosa. Nell'absidiola della navata sinistra è stato rimontato l'altare detto "del Rosario", un tempo collocato lungo la navata destra, appartenente agli Acquaviva d'Aragona, che indicava il sepolcreto ove furono tumulati i conti di Conversano; esso è decorato in stile rinascimentale, con intagli in legno e pietra: su due mensole sono presenti le statue di due badesse appartenenti al casato. Sotto di esso furono tumulati il conte Giulio Antonio I e suo figlio Giangirolamo II detto il Guercio delle Puglie. Sulla controfacciata è infine presente una cantoria del XIX secolo.
Il tempio è privo di abside, eliminato già nel XVI secolo per favorire la costruzione dell'altare maggiore. Anch'esso si presenta oggi nelle sue forme tardobarocche, con un alto tabernacolo a schermo in marmi policromi su cui è installata una pala di Paolo Finoglio raffigurante San Benedetto e san Biagio, risalente al 1645 e ritenuta cronologicamente l'ultima opera dell'artista napoletano, morto poco dopo averla realizzata. Al di sotto dell'altare maggiore c'è un ambiente chiuso da grate, dal quale le monache potevano assistere alle funzioni senza essere viste: oggi vi è collocato un piccolo museo di paramenti sacri e dipinti del XIX secolo.
Gli ambienti monastici si presentano oggi fortemente rimaneggiati e rimordernati. Alcuni locali al pianterreno ospitano il museo civico archeologico: scavi condotti tra XX e XXI secolo hanno riportato alla luce rimanenze di epoca romana e medievale, inserite nel percorso di visita.

### Chiostri
Il chiostro monumentale, a ridosso dell'ingresso principale, fu realizzato nel 1605 in forme barocche, lungo il lato sud dell'antico chiostro medievale: si presenta come un ambulacro quadrangolare scandito da aperture ad arco, che si sviluppa attorno a un semplice cortile dotato di pozzo a carrucola. Notevoli le porte d'accesso, i cui battenti bronzei riproducono mitra e pastorale, le insegne della badessa.
Il chiostro medievale, risalente ai secoli XI-XIII, ha forma trapezoidale ed è di dimensioni notevolmente inferiori. Le colonne binate che lo scandiscono montano capitelli in pietra intagliata: uno di essi reca il motivo di un labirinto, particolarmente raro. Dal chiostro medievale si accede a una cripta dell'XI secolo, dedicata a san Mauro, adornata da pitture murarie del XVI secolo.

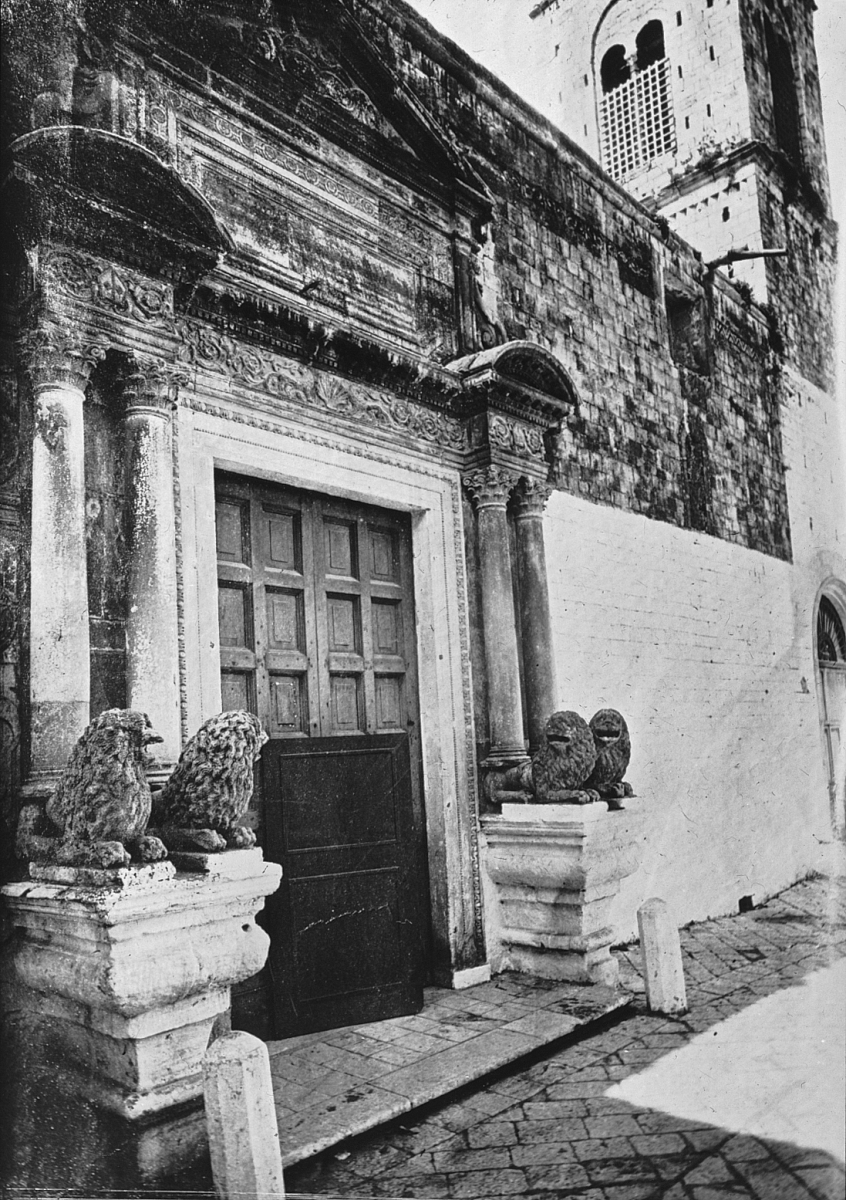
L'ingresso
La cupola e il campanile romanico
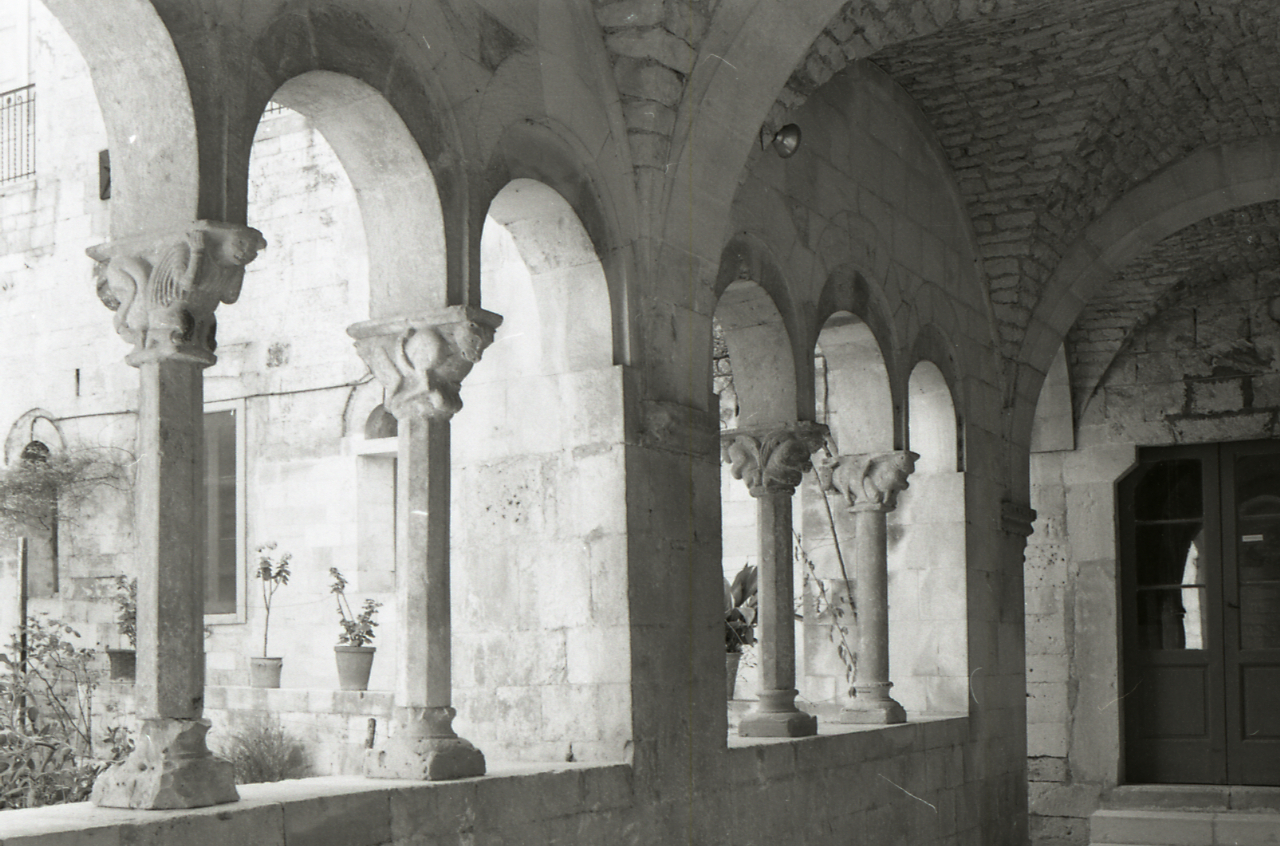
Il chiostro in una foto di Paolo Monti del 1970
L'arme della badessa sui battenti delle porte del chiostro monumentale